# Sistema di numerazione inca

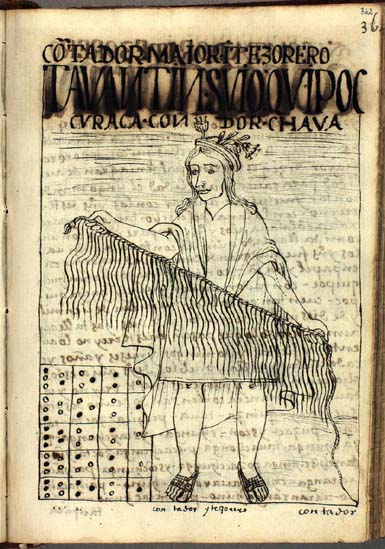
Disegno di Felipe Guaman Poma de Ayala raffigurante un Inca con in mano un Quipu. In basso a sinistra schema della yupana

I sistemi di numerazione proposti dagli studiosi per il popolo degli antichi inca sono diversi e tutti senza prove certe, in quanto gli Inca non ne hanno lasciato testimonianze scritte. Le teorie che sono state formulate derivano dallo studio della yupana disegnata da Felipe Guaman Poma de Ayala nel El Primer Nueva Coronica y Buen Gobierno e sono le seguenti:
- Teoria di Wassen (1931): sistema posizionale in base 10.[1]
- Teoria di Radicati di Primeglio (1979): sistema posizionale in base 10.[1]
- Teoria di Burns Glynn (1981): sistema posizionale in base 10.[2]
- Teoria di De Pasquale (2001): sistema posizionale in base 40.[3]
- Teoria di Florio (2008): sistema additivo per potenze di 10.[4]

Dal 2003 la base 10 (o comunque il sistema decimale) è stata proposta come la base di calcolo sia per la yupana che per i quipu, anche in accordo con quanto testimoniato dai cronisti delle indie negli scritti appena successivi alla conquista del Perù.

## Metodo di rappresentazione dei numeri
I numeri non erano scritti, ma rappresentati materialmente con:
- il collocamento di semi all'interno di un abaco, detto yupana, il quale era allo stesso tempo utilizzato per lo svolgimento di calcoli.
- la registrazione per mezzo dei quipu, corde sulle quali erano fatti dei nodi corrispondenti alle cifre del numero da rappresentare (secondo le teorie posizionali) o alle potenze di dieci (secondo la teoria additiva).